# محمد عبد السامي
محمد عبد السامي هو مجدف مصري، ولد في 1936 في محافظة المنوفية في مصر.

## وصلات خارجية
- محمد عبد الـسميع على موقع الاتحاد الدولي للتجديف (الإنجليزية)
- محمد عبد الـسميع على موقع اللجنة الأولمبية الدولية (الإنجليزية)
- محمد عبد الـسميع على موقع أوليمبيديا (الإنجليزية)